# جيم غريشام
جيم غريشام (بالإنجليزية: Jim Grisham)‏ هو لاعب كرة قدم أمريكية أمريكي، ولد في 1943، وتوفي في 30 يوليو 2012.